# Лоис Макмастер Буџолд
Лоис Макмастер Буџолд (енгл. Lois McMaster Bujold; IPA:  Коламбус, 2. новембар 1949) америчка је списатељица научне фантастике и фантастике. Освојила је четири награде Хјуго за најбољи роман, чиме је изједначила рекорд Роберта А. Хајнлајна. За новелу Mountains of Mourning освојила је и награду Хјуго и награду Небјула. У жанру фантастике, за серијал The Curse of Chalion освојила је награду Mythopoeic у категорији литературе за одрасле, била је номинована за награду World Fantasy Award 2002. у категорији романа, а исте године освојила је четвртог Небјулу и другог Хјуга за роман Paladin of Souls.
Буџолдова живи у Минесоти, разведена је и има двоје деце.